# Шагудовец
Шагудовец је насељено место у саставу општине Горња Стубица у Крапинско-загорској жупанији, Хрватска. До територијалне реорганизације у Хрватској налазио се у саставу старе општине Доња Стубица.

## Становништво
На попису становништва 2011. године, Шагудовец је имао 195 становника.

## Попис1991.
На попису становништва 1991. године, насељено место Шагудовец је имало 286 становника, следећег националног састава:
| Попис 1991.‍ | Попис 1991.‍ | Попис 1991.‍ | Попис 1991.‍ | Попис 1991.‍ |
| ----------- | ----------- | ----------- | ----------- | ----------- |
|             |             |             |             |             |
| Хрвати      | Хрвати      |             | 284         | 99,30%      |
| остали      | остали      |             | 2           | 0,69%       |
| укупно: 286 |             |             |             |             |